# IRIS (企業)
株式会社IRISは、東京都新宿区に本社を置く日本の企業。主にLGBT向け不動産事業を展開している。

## 事業
「カミングアウトをきっかけに親と疎遠になり、保証人を頼めない」「パートナーと同棲をしたいが、不動産業者に不審がられる」といった需要に応えるために、LGBTフレンドリーな不動産を掲げて、主に同棲を行おうとする者に向けて事業を展開している。
また、定期的な勉強会やセミナー等の開催も行っている。

## 沿革
- 2014年 - 株式会社Letibeeに所属していた須藤あきひろによってIRISの前身となるウェブマガジンの連載が始まる。
- 2015年 - 同名でLGBT向けセミナーを開始。
- 2016年4月1日 - 株式会社IRISが須藤あきひろを含む3名によって、東京都杉並区に設立される。
- 2017年2月 - 世田谷区に移転。
- 2020年4月 - 新宿区に移転。
- 2022年3月 - グロービス経営大学院大学傘下のファンドKIBOW社会投資より4,000万円を調達。
- 2022年6月 - 新宿区（西新宿6-12-4）に移転。